# Distrito de Mirditë
El distrito de Mirditë (en idioma albanés: Rrethi i Mirditës) fue uno de los 36 distritos de Albania. Contaba con una población de 37000 habitantes (2004) y un área de 867 km². Localizado al norte de la nación, su capital era la ciudad de Rrëshen. Otras localidades en este distrito incluyen a Kurbnesh,Rubik,Reps,Orosh y Përlat. Es el único distrito de Albania que son 100% Católicos.